# Lachesilla gracilis
Lachesilla gracilis är en insektsart som beskrevs av Garcia Aldrete 1988. Lachesilla gracilis ingår i släktet Lachesilla och familjen kviststövsländor. Inga underarter finns listade i Catalogue of Life.